# Symplegma connectens
Symplegma connectens är en sjöpungsart som beskrevs av Takasi Tokioka 1949. Symplegma connectens ingår i släktet Symplegma och familjen Styelidae. Inga underarter finns listade i Catalogue of Life.